# منتخب الأرجنتين لكرة اليد
منتخب الأرجنتين لكرة اليد هو الممثل الرسمي لدولة الأرجنتين في لعبة كرة اليد.

## المشاركات العالمية
شارك في العديد من البطولات العالمية، وأفضل نتائجه تحقيق المركز 11 في بطولة العالم بمصر.